# Dipterocarpaceae
Dipterocarpaceae es una familia de 17 géneros y aproximadamente 680 especies, principalmente árboles tropicales de tierras bajas en la selva lluviosa. Los géneros más extensos son Shorea (360 especies), Hopea (105 especies), Dipterocarpus (70 especies), y  Vatica (60 especies). Son grandes plantas que alcanzan los 40-70 metros de altura, siendo su representante más alto una Shorea faguetiana de 88 m. Su distribución es pantropical, desde el norte de Sudamérica hasta África, las Seychelles, India, Indochina y Malasia, con una gran diversidad en el oeste de Malasia. Algunas especies se encuentran en peligro por su intensiva tala. De ellas se extrae madera, aceites esenciales, aromáticos, balsámicos y resinas. 
A causa de que la mayoría de las especies son taladas ilegalmente, Greenpeace sugiere a los consumidores que  eviten usar estos productos.
La familia dipterocarpaceae se divide en tres subfamilias:
- Monotoideae: 3 géneros, 30 especies. Marquesia nativa de África. Monotes tiene 26 especies, distribuidas por África y Madagascar. Pseudomonotes  nativa de  Colombia.

- Pakaraimoideae: contiene una única especie, Pakaraimaea roraimae, distribuida por Guayana, Sudamérica.

- Dipterocarpoideae: la más extensa de las subfamilias, contiene 13 géneros y  470-650 especies. Se distribuye por Seychelles, Sri Lanka, India, sudeste de Asia a Nueva Guinea, pero la mayoría de las especies se encuentran en la Malasia húmeda. Dipterocarpoideae puede ser dividida en dos grupos (Ashton, 1982; and Maury-Lechon and Curtet, 1998):
  - Valvate-Dipterocarpi  (Anisoptera, Cotylelobium, Dipterocarpus, Stemonoporus, Upuna, Vateria, Vateriopsis, Vatica).
  - Imbricate-Shoreae (Balanocarpus, Hopea, Parashorea, Shorea).

## Géneros
| - Anisoptera - Balanocarpus - Cotylelobium - Dipterocarpus - Dryobalanops - Hopea | - Marquesia - Monotes - Neobalanocarpus - Pakaraimaea - Parashorea - Shorea | - Stemonoporus - Upuna - Vateria - Vateriopsis - Vatica |